# Aurence
Die Aurence ist ein Fluss in Frankreich, der im Département Haute-Vienne in der Region Nouvelle-Aquitaine verläuft. Er entspringt beim Weiler Mazérettas im Gemeindegebiet von Chaptelat, entwässert anfangs in südöstlicher Richtung, dreht dann auf Südwest, passiert die Großstadt Limoges und mündet nach insgesamt rund 27 Kilometern im Gemeindegebiet von Aixe-sur-Vienne als rechter Nebenfluss in die Vienne.

## Orte am Fluss
(Reihenfolge in Fließrichtung)
- Chaptelat
- Couzeix
- Limoges
- Aixe-sur-Vienne